# Manuel García Vigil
Manuel García Vigil (Oaxaca, 24 de julio de 1882-Ciudad Ixtepec, 19 de abril de 1924) fue un militar mexicano que participó en la Revolución mexicana. 
García Vigil simpatizó con el movimiento reyista desde muy joven, pero luego, desde su profesión de periodista defendió al régimen maderista. En 1913 se adhirió al constitucionalismo, siendo Jefe de Artillería de las fuerzas de Pablo González Garza. En octubre de 1914, fue delegado de la Convención de Aguascalientes en representación del general Magdaleno Cedillo, pero en ella se mantuvo leal al carrancismo. 
Fue diputado del Congreso Constituyente y diputado federal en la XXVII y XXXVIII Legislatura. Siendo un miembro destacado del Partido Liberal Constitucionalista, rompió con Venustiano Carranza en 1920 y fue gobernador de Oaxaca hasta 1924. Apoyó la Rebelión delahuertista, por lo que murió ejecutado en San Jerónimo (hoy Ciudad Ixtepec), Oaxaca, el 19 de abril de 1924. 